# Velimir Čokljat
Velimir Čokljat (Virovitica, 29. listopada 1958.) je hrvatski kazališni, televizijski i filmski glumac.

## Filmografija

### Televizijske uloge
- "Olujne tišine 1895-1995" kao Josip pl. Radočaj (1997.)
- "Zabranjena ljubav" kao Stjepan Novak (2004. – 2006.)
- "Zakon ljubavi" kao Srećko Kramarić (2008.)
- "Hitna 94" kao Branko Šibl (2008.)
- "Najbolje godine" kao Đuka Lotar (2009. – 2011.)
- "Nova u Dragošju" kao Đuka Lotar (2010.)
- "Tajne" kao seljak Joža (2014.)
- "Mjesto zločina" kao ravnatelj Šoštarić (2014.)
- "Crno-bijeli svijet" kao drug stariji vodnik (2015.)
- "Kud puklo da puklo" kao povjerenik Krpan (2015.)
- "Horvatovi" kao pater Sebastijan (2015.)
- "Zlatni dvori" kao Francesco del Bianco (2016.)
- "Počivali u miru" kao Ilija Radić (2018.)
- "Čista ljubav" kao doktor
- "Novine" kao Mirko Gojmerac (2018.)
- "Na granici" kao načelnik policije Zvonko (2018.)
- "Dar mar" kao biskup Blejić (2020. – 2021.)
- "Kumovi" kao svećenik (2022.)

### Filmske uloge
- "Put u raj" kao kadet Riesling, gospodin Alighieri i prvi ordinarijus (1985.)
- "Obećana zemlja" kao kolonist (1986.)
- "Krizantema" kao Branko (1987.)
- "Na kraju puta" (1987.)
- "Nisam se bojao umrijeti" kao Marijan Petrović (2016.)

## Vanjske poveznice
- Velimir Čokljat u internetskoj bazi filmova IMDb-u (engl.)
- Stranica na hnk-osijek.hr  Arhivirana inačica izvorne stranice od 6. lipnja 2007. (Wayback Machine)